# Oscar Mulders
Oscar Mulders (1965) is een Nederlands voormalig korfballer. Hij speelde voor Deetos uit Dordrecht en won hiermee vijf keer de zaalfinale op het Nederlands kampioenschap in Ahoy. Mulders was ook international, maakte lange tijd deel uit het Nederlands korfbalteam, waarvan vijf jaar als captain. In dienst van Oranje won hij goud op meerdere internationale toernooien, o.a. de World Championship in New Delhi in 1995.
Zijn vader, Anton Mulders, was ook topkorfballer en gevierd korfbalcoach. Deze was een drijvende kracht achter Mulders om steeds beter te worden.

## Deetos
Mulders debuteerde op 18-jarige leeftijd in het eerste van Deetos. Dat was in 1983.
In zijn eerste seizoen werd hij gekozen tot Beste Debutant van het Jaar. Midden jaren 80 werkte Deetos aan een solide team, met onder anderen Hans Leeuwenhoek, Gert-Jan Kraaijeveld en Mirelle Fortuin.
De eerste helft van de jaren 90 domineerde Deetos het korfbal in Nederland. Zo won Deetos de zaalfinale in Ahoy in 1991, 1992, 1993 en 1995. In 1993 scoorde Mulders de 13-12 in de laatste seconden van de wedstrijd tegen PKC. Onderweg won Mulders ook de prijs voor Korfballer van het Jaar in 1990.
Ook won Mulders met Deetos drie keer de Europacup. Dit hadden er vier kunnen zijn, maar Deetos verloor in 1992 de Europacup van Catba. Dit was de wedstrijd van de memorabele middelvinger van Hans Leeuwenhoek. Mulders stopte in 1997.

## Erelijst
- Nederlands kampioen zaalkorfbal, 4x (1991, 1992, 1993, 1995)
- Europacup kampioen zaalkorfbal, 3x (1993, 1994, 1996)

## Oranje
Oscar Mulders speelde een aantal internationale toernooien namens het Nederlands Team. Naast toernooien op het Europese vasteland, speelde hij ook in o.a. Taiwan, India, U.S., Australia en de U.K..Hij speelde 29 officiële interlands, waarvan 8 op het veld en 21 in de zaal. In 1995 was Mulders tevens de aanvoerder van het Nederlands Team.

## Na korfbal
Na zijn carrière als speler verdween Mulders van het korfbaltoneel. Hij was nog wel onderdeel van een masterplan bij Deetos om het niveau van de ingezakte club op te krikken, samen met zijn oud-teamgenoten Hans Leeuwenhoek en Gert-Jan Kraaijeveld.
Hij vervult daarnaast een rol bij hockeyclub DMHC, waar hij de commissaris Tophockey is.